# Многоцелева авиационно-космическа система
Многоцелева авиационно-космическа система (МАКС) е проект, който използва метод на въздушен старт с двустепенен комплекс, който се състои от самолет-носител (Ан-225 „Мрия“) и орбитален космически кораб-ракетоплан (космоплан), наречен орбитален самолет. В орбита ракетоплана може да бъде управляван и в безпилотност. В първия случай се слага еднократен външен горивен резервоар. Във вторият – резервоара за гориво и компонентите с гориво и окислител са поставени вътре в ракетоплана. Вариантът на системата позволява и инсталиране на товарна ракета с криогенни компоненти на гориво и окислител.

## История
Разработването на проекта (код на развитие – 9А-1048) е проведено в НПО „Светкавица“ от началото на 1980-те години под ръководството на Г. Д. Лозино. Пред широката общественост проекта е представен в края на 80-те години. Пълното реализиране на проекта започва с полетни изпитания през 1988 г.
Вместо носител обикновена ракета в проекта се използва свръх тежкият самолет Ан-225; по-точно, на базата на Ан-225 се предполага развитието на нов вариант на Ан-325.
Втората степен може да бъде изпълнена в три варианта:
1. МАКС-OС-NП – базов вариант с пилотиран орбитален самолет (ракетоплан) и еднократен резервоар;
2. МАКС-М – безпилотен транспортен вариант с напълно многократна употреба на орбитален самолет (ракетоплан);
3. МАКС-Т – безпилотен транспортен вариант с еднократна ракета втора степен.

Във варианта с ракетоплана полезният товар на ниска орбита е 7 тона, с еднократна ракетна степен – 18 тона, а на общата система – 275 тона.
Основното предназначение на многоцелевата система е за доставка на товари и екипажи в орбита, в това число и на орбиталните станции. МАКС може да се използва (включително и оперативно поради липсата на обвързване на космодрум и с възможности да стартира в различни посоки) за аварийно спасяване на екипаж, за ремонтно-аварийно-технически документи, научни експерименти, организации на производители в орбита, в граждански и военни цели наземно разузнаване, екологични и космически контрол.
При разработването на проекта е използван опита на НПО „Мълния“ и резултатите от работата по проекта AKC „Спирала“ и експериментален безпилотен орбитален ракетоплан БОР-4. Оформлението на базовия вариант на системата МАКС е близо до тази на системата „Спирала“, само че вместо хиперзвуков се използва обикновен самолет-носител, а вместо ракетни степени се използват двигателите на орбиталния ракетоплан.
Важното предимство на тази система за въздушен старт е липсата на необходимост от космодрум. „Системата е базирана на обикновени летища 1-ви клас, оборудвани с необходими за МАКС средства за презареждане с гориво, за кацането на комплекса и модернизиране на основните съществуващи инструменти на наземния комплекс за управление на космически системи“.
Към предимствата на проекта МАКС може да се добави и по-голямата чистота за околната среда, чрез използване на по-малко токсично гориво с приспособен двигател RD-701 керосин/водород+кислород).
В рамките на инициативните работи на НПО „Мълния“ по проекта са създадени по-малки и в пълен мащаб макети на външния резервоар и технически макети на космоплана. Реализацията на този проект все още е възможен, но при наличието на инвеститори.
Проект „МАКС“ получи златен медал (с отличие) и специална награда на премиер-министъра на Белгия през 1994 г. в Брюксел по време на изложението за изобретения, научни изследвания и индустриални иновации.

### Многоцелева авиационно-космическа система МАКС
Разработката на Многоцелева авиационно-космическа система MAKS започна, когато космическият кораб на БУРАН все още е във фазата на създаване. Основната цел на проекта MAKС е да се намалят по същество разходите за космически транспортни операции и да се повиши ефективността на системата за изстрелване, благодарение на предимствата на стартирането на мобилността от свръхзвуков самолет. Проектът MAKС се основава на резултатите от проекта СПИРАЛА, експерименталните летателни апарати БОР, както и от много други проучвания, проведени в съответствие с програмата ЕНЕРГИЯ-БУРАН:
• като прототип на носещия самолет (НС) се използва свръхзвуковият самолет АН-225; Първата му задача беше да транспортира орбиталния космически кораб БУРАН и компонентите на ракетата „ЕНЕРГИЯ“;
• на MAKС се предвижда инсталирането на два ракетни трипропелационни двигателя RD-701 на базата на двигател RD-170 от първия етап на ракетно изстрелване ЕНЕРГИЯ;
•термична защита и високотемпературни строителни материали, разработени за БУРАН, след като някои подобрения в нейните характеристики могат да се използват за системата MAKС.
Системата MAKС има два етапа:
• Самолета АН-225;
•космическа степен.
Самолета АН-225 е мобилна платформа за стартиране, осигуряваща космическата степен до дадена начална точка. Използва се и като степен на усилване, осигуряваща оптимални стартови условия за автоматичния апарат да бъде изведен в орбита.
Втората степен има три различни версии: MAKС-OП, MAKС-Т и MAKС-М.
Версията MAKС-OП е орбитален самолет и външен резервоар за гориво
В тази MAKS основна версия вторият етап (фигура 1) се състои от повторно използваема орбитален самолет (OС) и външния горивен резервоар (ВГР). 
Версията MAKС-OП се използва за изпращане в орбита и възвръщане на Земята на малки и средни товари, както и за извършване на широк спектър от мисии на височини от 200 до 1500 км.
Типичната полетна задача на системата се изпълнява по следния начин:
1. Товарният самолет с инсталирания втори етап излита от летището за бази и лети до начална точка над земната повърхност, където трябва да започне втория етап. Географските координати за изстрелване и азимутът се определят от изискваните параметри на орбита. За ТС обсега му е до 1000 км и тази задача се изпълнява от самолета превозвач, използвайки бордовите запаси от гориво. За по-дълъг период на полет, както и осигуряване на условие за стартиране на втория етап в екваториална орбита, тази задача се изпълнява с презареждане по време на полет на носещия самолет.
2. В началната точка, на около 9 километра надморска височина, самолетът прави предварителна маневра за издърпване, за да осигури оптимална комбинация от параметри на началната траектория за втория етап: ъгъл на надморската височина, скоростта и ъгълът на траекторията. Извършването на маневра преди началото на самолета първоначално по време на плитко спускане увеличава неговата скорост и след това изпълнява маневра на издърпване с нарастващ ъгъл на траекторията и височина на полета. На този етап на полета започва основното ускорение на втората степен започва.
3. Когато се достигне необходим ъгъл на траекторията, започва процесът на разделяне на носещия самолет и втората степен. Състои се от две фази:
• бързо намаляване на нормалното g-натоварване до стойност ny = – 0,6 g, в този момент се започва отделянето на механичните връзки между носещият самолет и втората степен;
• разделянето без сблъсък на товарния самолет и втората степен.
По време на разделянето управлението на товарния самолет и на втората степен осигурява безопасното разстояние между повърхността на носещия самолет и горещата струя на ракетния двигател.
4. След разделянето, втората фаза лети по траекторията на изстрелване, докато самолетът преминава в хоризонтален полет и се връща към базираното летище.
5. Когато втората степен достигне близка орбитална скорост, главните двигатели на ракетоплана спират работа, външният резервоар се отделя орбиталният самолет, спуска се и влиза в плътните слоеве на атмосферата и изгаря там. Инженерната траектория е избрана така, че неизгорелите парчета от горивния резервоар да попаднат в океана.
6. Орбиталният самолет след отделянето от резервоара за гориво стартира орбиталните маневриращи двигатели, постига оперативната орбита и изпълнява основната задача на орбиталния полет.
7. Когато задачите от мисията му приключат, орбиталният самолет изпълнява спускаема маневра посредством орбиталните маневриращи двигатели, влиза в атмосферата и изпълнява атмосферното контролирано спускане и каца на базовото летище.
Основният задвижващ блок на втората степен се състои от два двигателя RD-701 с три пропелатора, произведени от НПО ЕНЕГОМАШ. Те използват следните горивни компоненти: течен водород, течен кислород и керосин. Двигателят RD-701 има два режима, ако се вземе предвид използваното гориво и номиналната мощност:
• Първият режим: водородно-кислородно-керосиново гориво, тяга във вакуум – 200 тона, специфичен импулс – 415 с;
• Вторият режим: водородно-кислородно гориво, тяга във вакуум – 80 тона, специфичен импулс – 460 с.
Основните двигатели са инсталирани в орбиталния самолет и принадлежат към елементи за повторно използване на системата MAKС.
Ефективността на използване на двигателя RD-701 в системата MAKС и други RSTS е показана в статията: Анализ на различни концепции на системите за повторно използване на космически транспорт.
Горивото за главния задвижващ модул се намира във външния горивен резервоар и се осигурява в главните двигатели чрез захранващо свързване. Външният резервоар се състои от три отделни резервоара: в предната част – резервоар за течен водород, в средата – резервоар за течен кислород, а в задната част – резервоар за керосин. Външният резервоар за гориво е фиксиран в орбиталния самолет чрез три мощни конектора с механизъм за пиротехническо разделяне.
Орбиталният самолет МАКС (Фигура 2) има и орбиталната маневрена система (OМС), използвана през орбитален полет и по време на началото на спускането в най-горните атмосферни слоеве. Системата за орбитално манипулиране се състои от два течно горивни орбитални маневрени двигателя и три двигателни единици (носа, ляво и отдясно отзад) на системата за реагиране (СР).
Двата двигателя с OМС с тяга от 3000 кг се използват за елиптично изкачване, орбитални трансфери и отделяне преди спускане.
СР включва 28 малки течни двигатели с тяга от 2,5 и 40 кг, които осигуряват ъглово управление на орбиталния самолет в зависимост от центъра на тежестта и паралелните движения по време на маневриране при скачване и разкачване в орбита.
Всички двигатели с СР използват гориво без замърсяване: водороден прекис и керосин.
За да се контролира атмосферния полет, орбиталният самолет има аеродинамична форма: елерони, предкрилки и задкрилки, комбинирани с въздушна спирачка.
Товарният отсек (ТО) с гънки се намира в средната част на орбиталната равнина. Гънките се отварят по време на полета на орбита. Изпратените и възвърнатите полезни товари се поставят отсека. Основната пилотирана версия на орбиталния самолет (Фигура 3) има кабина за двупилотен екипаж. Основните размери на орбиталния самолет: дължина – 19,3 метра, размах на крилете – 12,5 метра, височина – 8,6 метра.
Има няколко версии на орбиталния самолет за различни задачи:
• безпилотен самолет (фигура 4) за извеждане на полезни товари, по-тежки от тези за пилотирана версия и за продължителни орбитални полети, включително полети на големи височини;
• другата версия на апарата е за транспортна поддържаща сервизна система (ТПСС) и служи на орбиталните станции и безпилотни платформи, както и за спасителните операции за спасяването на хора в космоса от космически обекти.
Има две версии на орбитален апарат за мисиите на TMС. TMС-1 се използва за транспортиране на екипажи и полезни товари във вътрешните модули на орбиталните станции. Те се транспортират в херметезирания модул на орбиталния самолет. За извършване на такива действия товарният отсек е оборудван с докинг станция и втора хермитизирана кабина (Фигура 5).
Апарат за спешно спасяване на космически обекти има подобно оформление. Някои разлики се показват в увеличените резерви на гориво за по-голяма маневреност в орбита.
TM-2 се използва за доставка на товари – оборудване и монтажни възли, инсталирани на външните части на космическата станция (слънчеви батерии, антени и др.) – в кабина без налягане. Той също така може да се използва за подаване на горивни компоненти и други течности в резервоари, поставени в отделение за полезен товар без налягане (Фигура 6).
Използвайки разнообразно оборудване, разположено в товарния отсек и представената концепция за орбитален космически кораб позволява да се решат широк спектър от мисии.

## Версията MAKС-T с разгъващо се стартиращо устройство за тежки полезни товари за изстрелване
Тази версия на системата (фигура 7) с разширяем интервал за пространството се използва за изпращане на тежки полезни товари с тегло до 18 тона.
Втората степен се състои от някои основни елементи на MAKС: външен резервоар за гориво, главен задвижващ блок, механични и комуникационни възли с носещия самолет и част от бордовата система за управление. Полезният товар със защитна обвивка се поставя на външния горивен резервоар вместо на орбитален самолет (Фигура 7).

## MAKС-M с напълно използваем космически апарат
Втората степен от тази версията на системата (Фигура 8) представя пълна повторно използваема безпилотна космически апарат, използван за изпращане на полезен товар в ниска земна орбита и неговото възвръщане на Земята.
Резервоарите за гориво на главния задвижващ блок са изградени в конструкцията на космическия кораб за многократна употреба. Отсега за полезен товар се поставя между резервоарите за гориво. Общите им размери са по-малко, отколкото в основната версия на

## MAKС-M
орбиталният самолет MAKС-OС. 

### Втората степен на MAKС-M версията (Фигура 9) се състои от блокове, обединени с MAKС-OС версия
- Основна задвижваща единица;
- Орбитална маневрена система;
- Фитинги за резервоари за гориво;
- Бордова система за управление;
- Система за захранване;
- Система за контрол на температурата;
- Част от кормилните устройства и други.[9]

Създаването на напълно използваема система MAKС-M в присъствието на съществуващите технологии изглежда доста проблематично. За да се осигури изпращането на полезни товари от 5 тона до 7 тона, се изисква разработването на нови строителни материали и най-вече на термопластика на базата на въглеродни влакна за производство на резервоари за гориво. Необходимо е да се реши още един научен и технически проблем – създаването на интегрални резервоари за гориво от външната срана на орбиталния космически кораб и комбинирано покритие, включващо повторно използваема криогенна топлоизолация и повторно използваема термозащита при висока температура.
MAKС-M се счита за възможно изследване на концепцията за разработване на многоцелевата аерокосмическа система след създаването на MAKС-OС и MAKС-T.
Следваштият ред MAKS от предвидени версии (определя се от сложността на разрешените научни и технически проблеми): MAKС-T, MAKС-OС и MAKС-M. Те ще бъдат пуснати в експлоатация в съответствие с тяхното създаване. Те ще могат да използват една и съща самолетна и наземна инфраструктура. Всяка версия се използва за изпълнение на максимален брой задачи, която да се използва с максимална ефективност.
Моделите MAKС-OС и MAKС-T и по-късно версия MAKС-M, ако са
експлоатирани, могат да изпълняват широк спектър от мисии, включително:
- Полезни товари за изпащане в орбита и тяхното възвръщане;
- Транспортна поддръжка на космическите станции и платформи;
- Спешно спасяване на екипажи от всякакви орбитални обекти;
- Извършване на научни и технически експерименти в орбита;
- Международен контрол на използването на пространството;
- Отдалечено наблюдение или сондиране на Земята;
- Почистване на пространството срещу космическото замърсяване;
- Монтиране в орбита на големи обекти от модули, изстреляни отделно.

Сравнителните характеристики на трите версии на системата MAKС са показани в следващата таблица.
Това многоцелево приложение води до висока интензивност на изстрелвания и съответстващи оперативни разходи за едно изстрелване, намаляващи за същия носещият самолет, наземна инфраструктура и контролния комплекс.
Системата MAKС в сравнение със съществуващите и разработени системи за изстрелване има няколко предимства:
- Ниска цена на изпращане на полезни товари в орбита;
- Многоцелево приложение;
- Възможност за директно изпращане на обекти в орбита с какъвто и да е наклон и за широк диапазон от височини;
- Оперативна ефективност;
- Възможност за кацане на въздухоплавателното средство, разположено на значително разстояние от орбиталния самолет;
- Възможност за възвръщане на полезни товари;
- Приложение без замърсяване (липса на отчуждени полета на земята, нетоксично гориво, ниско акустично въздействие на двигателите ЛР върху земната повърхност).

Високият фактор за повторна употреба за компонентите на MAKС, многоцелевото приложение и високото ниво на излитане на вторите степени, докато инфраструктурата на земята и първата степен остават непроменени, позволяват значително намаляване на транспортните разходи за изстрелване на полезни товари в орбита.
В тази MAKS основна версия вторият етап (фигура 1) се състои от повторно използваема орбитален самолет(OС) и външния горивен резервоар (ВГР).

### Характеристики на структурата на MAKС
Очевидно е, че концепцията за частично използваема аерокосмическа система с външен резервоар значително намалява строителната маса, ако се сравнява с напълно използваемата система. Такова намаляване на масата се постига благодарение на следните фактори:
- Липса на оксидиращи и запалителни агенти в орбиталния самолет;
- Намаляване на масата на самолета конструкция, причинена от намаляването на нейните размери;
- Намаляване на топлинната защита на орбиталния самолет, причинена от намаляването на неговата площ;
- Намаляване на масата на колесника, причинено от намаляването на масата при кацане;
- Намаляване на комуникационната маса, причинена при намаляване на размера на орбитата.

Разработката на НПО МЪЛНИЯ показа, че при съвършенството на строителството и при същите използвани материали, намаляването на полезния товар в зависимост от височината на орбитата за напълно използваема аерокосмическа система е около 50 ... 100%, ако се сравнява със система с външен резервоар.

#### Външният резервоар за гориво (ВРГ)
В зависимост от диаметъра на резервоара, външните натоварвания и вътрешното налягане, на конструкционната обвивка на резервоара може да бъде от три различни типа: гладка, пчелна пита или напречна преграда. Ако диаметърът на резервоара е малък и външният товар е незначителен, оптималният вариант по отношение на теглото, техническите и разходните условия ще бъде гладка обвивка на резервоара. Обвивката на водородния резервоар в носа му има тази конкретна структура. В средата на отделението на резервоара огъващите моменти са доста значителни. Оптимизирането в съответствие с параметъра на теглото води до избора на плик с пчелна пита за средната част. Изчисленията за различните сектори на плика с пчелна пита бяха проведени, за да се избере оптимална ширина на обвивката, височина и ширина на ръбовете на пчелна пита.
При разработването на отделението на резервоара вторият проблем беше да се изберат необходимите строителни материали. Проведените изследвания върху тегловната ефективност на различните материали, използвани при строителството на външни резервоари, работещи при криогенни температури, показаха, че прилагането на 1460 нови алуминиеви материали намалява теглото на резервоара под 700 кг. Тази сплав има по-малка плътност (при 9%), намален модул на еластичност (при 14%) и повишена точка на скъсване (на 35%) и доходност (при 60%), сравнена с широко използваната 1201 алуминиева сплав.
Проведено е лабораторно изследване за оптимизиране на сглобки с висока здравина за закрепване на външния резервоар и орбиталната равнина, разположена върху равнината на носача. Поддържането на натоварвания се появява в резервоарните елементи по време на транспортиране в равнината на носещата машина на ниво, което не превишава напрежението, което се появява по време на инжектирането.
В резултат на извършената оптимизация на външния горивен резервоар се получиха високи масови характеристики – средната маса на един квадратен метър повърхност е 8,3 кг /м2.
Прилагането на съвременните композитни материали, например, на KTMU-1 материал, направен на основата на полисулфон и UKN въглеродна композитна плитка, води до намаляване на външната маса на резервоара с 1 ½ 1,5 тона. Тези композитни материали имат точка на скъсване σ= 160 кг сила /мм2 при плътност γ= 1,4 …..1,6 г /см3.

#### Орбиталният самолет (ОС)
Конструкцията на орбиталния самолет изцяло е изработена от KMU-8 композитни материали с висока температурна издръжливост. Металът се използва колкото е възможно по-малко, само за високо натоварени монтажни възли, шайби и болтове за свързване на съставни материали между тях. Материалът KMU-8 е доста термично стабилен (работната температура е 250 °C), така че позволява да се намали дебелината на плочите и масата за топлинна защита. Освен това масата на топлинната защита се намалява допълнително поради увеличаване на размерите на плочките до 250 ... 300 mm (за совалката Буран – 150 × 150 mm). Това действие се дължи на по-близки стойности на линейния коефициент на разширение на композитните покрития и топлоизолационните плочки.
Схемата за орбитална равнина има шарнирни крила. Тази конструктивна функция позволява да се решат два проблема:
- Поддържане на балансиране и приемливи характеристики на стабилност и управляемост при висок ъгъл на атака при влизане в атмосферата и при малък ъгъл на малка атака при маневриране преди кацане;
- Да се намалят значително температурите на панела на крилото до допустимото ниво за кварцовите плочки.

Анализът на топлинната защита на крилото показа, че теглото при разходите, изразходвани за системата за обръщане на крилата на панели, изглежда е по-малко от конструктивното развитие на „горещия“ водещ ръб, направен от топлоустойчиви „карбон-карбон“ материали при статични крила. Освен това има няколко технически проблема, необходими за създаване на такава „гореща“ конструкция с малки радиуси на натискане на крилото. Очевидно е, че ще се наложи да се разработи нов топлоустойчив материал, който да бъде използван при по-високи температури или значително да увеличи изхвърлянето на водещия ръб, както е направено на апарата HERMES. Необходимо е да се отбележи, че намаляването на температурите за водещите ръбове на крилото с по-висок радиус на заглушаване не беше такъв проблем в проекта БУРАН.
При разглеждането на конструкцията на фюзелажа, крилата и задните панели се разглеждат три вида загладени панели и панели от пчелна пита, изработени от композитен материал KMU-8.
Резултатите от изследванията показват, че най-изгодният вариант, ако се има предвид теглото, са панелите от пчелна пита с конкретна маса от 3….4 кг / м2, което е с 5 ½……. 15% по-малко, отколкото за панелите.
Трипластовите панели от пчелна пита са били използвани за изместване на конструктивни елементи (нагънати греди, шпат-тъкан и други), доколкото панелите с пчелна пита имат максимални предимства, когато се използват при високо натоварване.
Острите панели са одобрени за крило, фюзелаж и первази, експлоатирани при моноаксиални натоварвания. Този избор е причинен от технологични и оперативни условия.
За да се сведе до минимум масата на фюзелажните панели, е очевидно да се имат предвид само надлъжни възли. Максималната им дължина е 14 метра, а максималната ширина е 4 метра. Последната стойност бе избрана благодарение на ограниченията на съществуващото оборудване, използвано в индустриалния комплекс УЛЯНОВСКИ.
Обработената конструкция с минимална маса и се използва за създаване на стени с по-голяма структурна дълбочина. Те са използват в проекта БУРАН.
Необходимо е да се посочи мултифункционалноста на отделни елементи на орбиталния самолет МАКС. Типичният пример е пръстенът на фюзелажа N. 20, разделящ задната част от отделението за полезен товар. Върху него са поставени свързващите възли на външния резервоар за гориво, вертикалната перка, шарнирните крила и главните двигатели, както и надлъжните ребра на главните зъбни колела.
Показаните конструктивни характеристики и новите материали, използвани за външния резервоар за гориво и орбиталният самолет на MAKС, гарантират минимална маса на конструкцията и в резултат на това високи експлоатационни характеристики на системата.

### Възобновяване на проекта
Развитието на идеята по проекта се възобновява през 2012 г. Руското авиокосмическо предприятие НПО „Светкавица“ и машиностроителен завод В. М. Мясищев развиват авиокосмическата система за прилагане на суборбитални туристически полети и извеждането в орбитата на търговски спътници, се казва в материалите на доклада на специалисти от предприятията.